# James Basire
Pour les articles homonymes, voir Basire.
James Basire (Londres, 1730 - 1802) est un dessinateur et graveur britannique.
Basire a gravé plusieurs sujets de William Hogarth et a eu pour élève William Blake.

## Biographie
Né le 6 octobre 1730 à Londres, James Basire fait partie d'une famille de graveurs sur quatre générations : son père est le cartographe Isaac Basire (en) (1704-1768), et son fils (1769-1822) et son petit-fils (1796–1869), qui s'appellent également James, sont tous graveurs. Leur longévité a produit des carrières qui se chevauchent, ce qui a conduit à des difficultés d'attribution de certaines œuvres.
Basire a pour maître le graveur, bibliothécaire et marchand d'art Richard Dalton (en), qui l'emmène en Italie, où il fait des dessins d'après le peintre Raphaël,,.

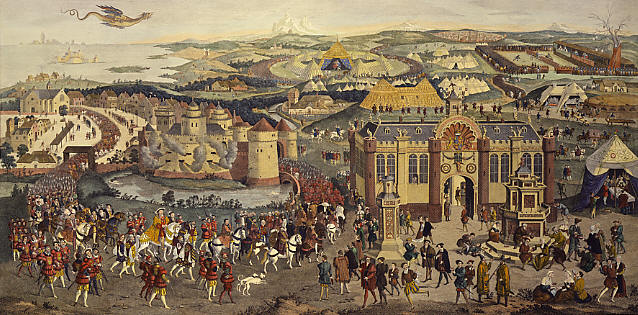
Field of the cloth of gold (ou Camp du Drap d'Or, 1774).

Membre de la Société des Antiquaires de Londres depuis 1760 et de la Royal Society depuis 1770, James Basire se spécialise dans des sujets d'architecture, d'histoire et de portrait. Il fait aussi partie de la Free Society of Artists, dont il devient le secrétaire. Son studio est installé à Great Queen Street à Londres.
Ses meilleures estampes sont publiées dans Vetusta Monumenta, une publication d'articles antiquaires illustrée sur les bâtiments, sites et objets anciens, principalement ceux de Grande-Bretagne, publiée à intervalles irréguliers entre 1718 et 1906 par la Société des Antiquaires. L'une des pièces majeures est sa plaque de cuivre pour Camp du Drap d'Or, une traduction extrêmement détaillée d'une aquarelle d'Edward Edwards ; cette estampe historique surdimensionnée a été publiée sur du papier « antiquaire ».
Entre 1760 et 1763, James Basire réalise plusieurs gravure d'après William Hogarth : Sigismonde (1760), Henry Fielding (1762), Le Dr. Thomas Morell (frontispice pour le Thesaurus grec publié par cet érudit, ami de Hogarth ; 1762) et Le Retour du paysan, frontispice pour l'intermède comique de David Garrick de 1762), toutes réalisées à l'eau-forte et au burin.
En 1772, le jeune William Blake devient pour 50 guinées l'apprenti de Basire — « graveur en ligne hautement responsable et conservateur ». En plus d'en être l'apprenti pendant sept ans (jusqu'en 1779), Blake vit pendant la même période avec la famille de Basire. Il apprend aux côtés de son maître à polir les plaques de cuivre, à affûter les pointes sèches, à moudre l'encre, à réduire les images à la taille du cuivre, à préparer les plaques pour la gravure à l'acide, et bien sûr à graver, et ce avec tant de succès que Basire lui fait confiance pour aller copier seul les monuments médiévaux à l'abbaye de Westminster pour l'un des plus grands livres anglais illustrés du dernier quart du XVIIIe siècle : Sepulcral Monuments in Great Britain (les monuments sépulcraux antiques de Grande-Bretagne) de Richard Gough (vol. 1, 1786), auquel participe également James Basire. La relation entre les deux hommes est semble-t-il excellente, bien que selon la biographie de Peter Ackroyd, Blake a ajouté le nom de Basire à sa liste des adversaires artistiques avant de le retirer.
Outre William Blake, Basire a d'autres apprentis, parmi lesquels Thomas Ryder (1746-1810), George Cooke (en) (1781–1834) et John Roffe (en) (1769–1850).
James Basire aide à la production de l'Antiquities of Athens de James Stuart et grave plusieurs bons portraits d'hommes éminents.
Basire meurt dans son domicile londonien le 6 septembre 1802.

## Œuvre
En plus des précédemment citées, citons parmi ses œuvres notables, notée pour la « justesse de son dessin et la fidélité de son burin » :
- Captain Cook, d'après William Hodges
- Lady Stanhope, as the Fair Penitent, d'après Benjamin Wilson
- Lord Camden, d'après Joshua Reynolds
- The Field of the Cloth of Gold: Henry VIII and Francis I, d'après une peinture à Hampton Court
- Interview between Orestes and Pylades before Iphigenia, d'après Benjamin West

## Conservation
Plusieurs institutions notables conservent des œuvres de James Basire :
- Musée des Beaux-Arts de San Francisco[11]
- National Portrait Gallery (Londres)[12]
- Philadelphia Museum of Art[13]
- Bibliothèque nationale d'Australie[14]
- Christchurch Art Gallery (en)[15]